# 佐藤健司 (実業家)
佐藤 健司（さとう けんじ、1953年9月11日 - ）は、日本の実業家。愛知県出身。株式会社ケーズホールディングス元取締役副会長。公益社団法人全国家庭電気製品公正取引協議会副会長。大手家電流通協会会長。

## 人物・経歴
愛知県出身。1978年、上智大学外国語学部卒業。同年4月、トヨタ自動車販売株式会社（現・トヨタ自動車株式会社）に入社。1981年、関西電波工業株式会社（現・株式会社ギガス）に入社。その後、同社取締役・常務取締役・専務取締役・代表取締役副社長等を経て、同社代表取締役社長に就任。2004年、株式会社ケーズホールディングス代表取締役副社長に就任。2011年、同社取締役副会長に就任。また、2016年から公益社団法人全国家庭電気製品公正取引協議会副会長や大手家電流通協会会長を務めた。